# Grenyana
Grenyana (o Granyena o Granyana) és una partida de l'Horta de Lleida, de Lleida.
L'origen del seu nom cal trobar-lo en l'atorgament del seu terme a Berenguer de Granyana després de la conquesta comtal de 1149. Amb posterioritat també la trobem als capbreus amb els noms de Vinverme (d'origen àrab) o Carnaça.

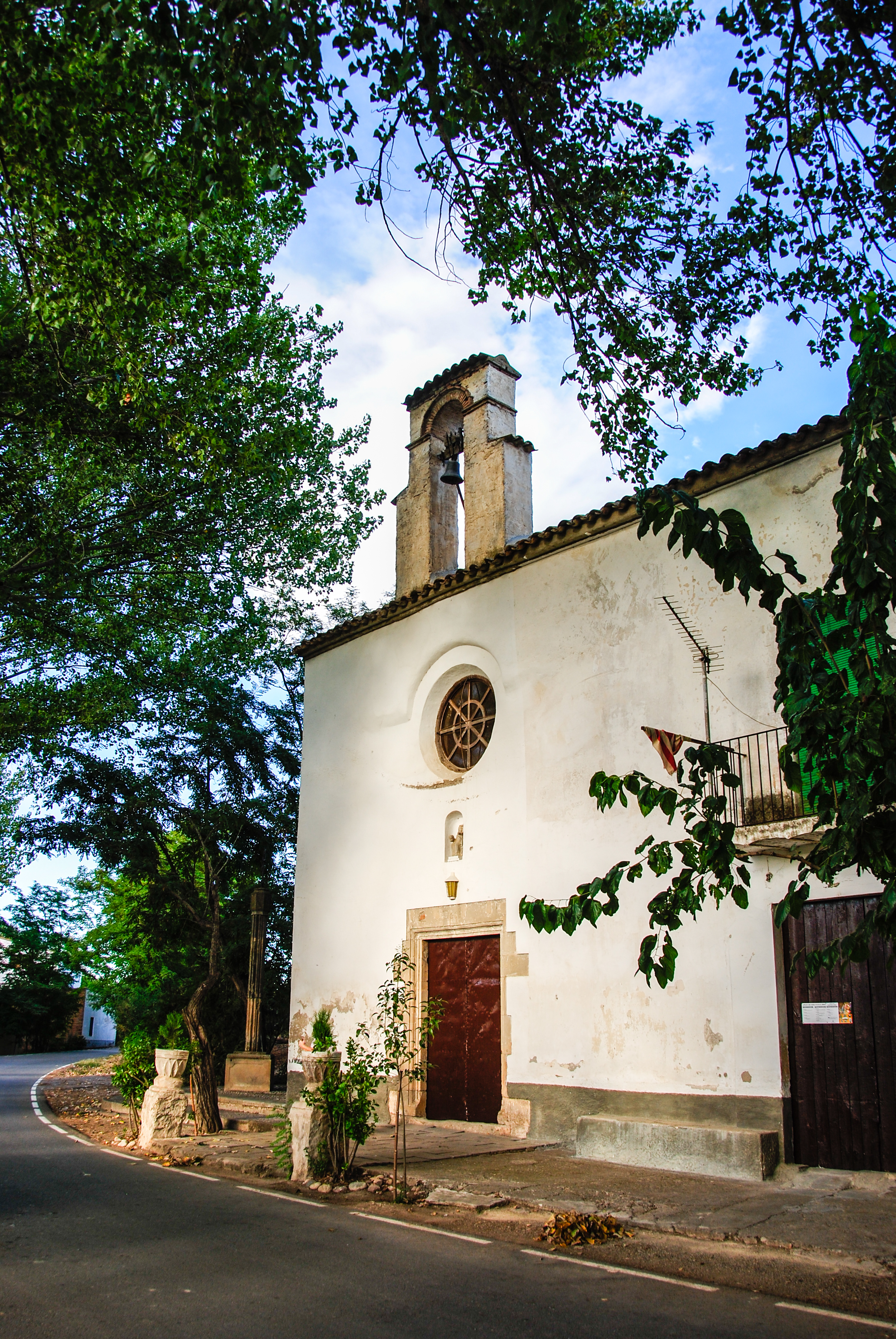
Ermita de Granyena

És centrada pel santuari de Granyana, esmentat ja el 1308, on és venerada la Mare de Déu de Granyana, patrona d'Alcoletge. El papa Benet XII concedí el 1340 determinades indulgències al santuari.
D'economia bàsicament agrícola, arbres fruiters sobretot, hom hi explota així mateix una planta d'extracció d'àrids.
És creuada de sud a nord tant pel camí municipal del mateix nom, des del qual es pot accedir al Parc de la Mitjana, com per la línia ferroviària de Lleida a la Pobla de Segur.
Els habitants de la partida viuen sobretot en torres, i constitueixen una associació de veïns de gran activitat cultural i recreativa.
Limita:
- Al nord i a l'oest amb la partida de la Plana.
- A l'est amb la partida de les Canals.
- Al sud amb el polígon industrial El Segre.